# SMS König
SMS König – niemiecki pancernik typu König z okresu I wojny światowej. W skład Cesarskiej Marynarki Wojennej wszedł w sierpniu 1914 roku. Okręt otrzymał imię dla uczczenia króla Wirtembergii Wilhelma II. Zatopiony przez załogę w Scapa Flow w czerwcu 1919 roku.

## Projekt i budowa
Zamówienie na pierwszy pancernik typu König zostało złożone w stoczni Kaiserliche Werft Wilhelmshaven w Wilhelmshaven. Okręt podczas budowy nosił tymczasową nazwę „S”, nadano mu stoczniowy numer budowy 33. Koszt budowy oszacowano na 45 milionów złotych marek.

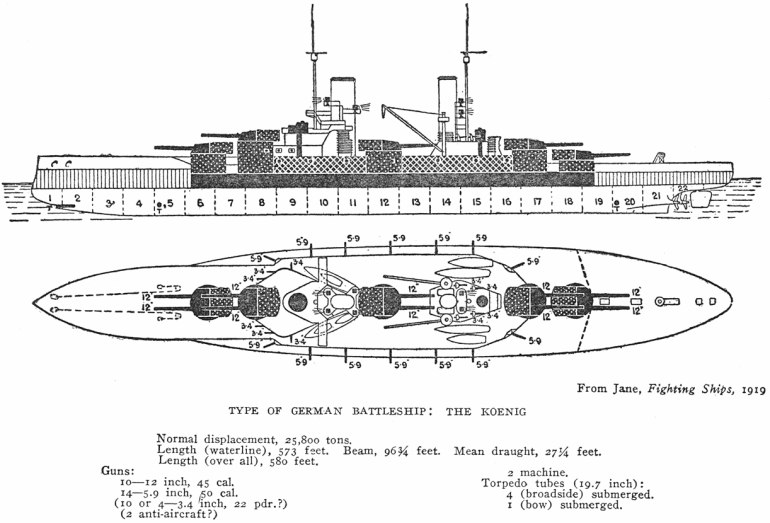
Rzuty SMS König

Budowa okrętu rozpoczęła się w październiku 1911 roku. Wodowanie nastąpiło 1 marca 1913 roku. Wejście do służby w Cesarskiej Marynarce Wojennej nastąpiło 10 sierpnia 1914 roku.

## Służba
Po wejściu do służby wszedł w skład V Dywizjonu III Eskadry Floty Oceanicznej, gdzie miał służyć razem z innymi pancernikami typu König. Ostatecznie próby morskie zakończyły się 23 listopada 1914 roku. 9 grudnia wszedł na mieliznę na redzie portu Wilhelmshaven. Płynący za nim siostrzany pancernik „Großer Kurfürst” nie zdołał uniknąć kolizji i uderzył w rufę poprzedzającego go okrętu. Naprawy wynikłych z tego zdarzenia uszkodzeń dokonano do 2 stycznia 1915 roku. 22 stycznia okręt skierowano na ćwiczenia na Morzu Bałtyckim. Pierwsze misje bojowe na Morzu Północnym odbył w marcu 1915 roku. W kwietniu 1915 roku, wraz z innymi pancernikami typu König, eskortował lekkie krążowniki stawiające miny na Morzu Północnym. We wrześniu 1915 roku uczestniczył w ochranianiu kolejnych akcji stawiania min w rejonie Morza Północnego, w grudniu tego roku brał udział w  ćwiczeniach na Bałtyku. 25 kwietnia 1916 roku ochraniał niemieckie krążowniki liniowe podczas akcji ostrzeliwania brytyjskiego wybrzeża.

### Bitwa jutlandzka
„König” wziął udział w bitwie jutlandzkiej jako część Floty Pełnomorskiej, wchodząc w skład jednostek V Dywizjonu III Eskadry, w szyku towarzyszył innym okrętom swojego typu. Jednym z pierwszych celów jakie ostrzelał był krążownik liniowy HMS „Tiger”. Następnym celem były dwa brytyjskie niszczyciele „Nestor” i „Nicator”, które po wykonaniu ataku torpedowego zostały zatopione przez niemieckie pancerniki.
W dalszym przebiegu bitwy jego pociski mogły się przyczynić do zatopienia krążownika pancernego HMS „Defence”. Po 30 minutach walczące pancerniki ponownie się do siebie zbliżyły, co skutkowało intensywną wymianą ognia, w wyniku której „König” został wielokrotnie trafiony przez pociski kalibru 343 mm wystrzelone przez pancernik HMS „Iron Duke”. Uszkodzenia nie spowodowały wyłączenia okrętu z walki, jednak poważnie go uszkodziły. Na okręcie wybuchły liczne pożary, dla ich gaszenia, a także stabilizacji jednostki, konieczne było zalanie wielu przedziałów. Do wnętrza okrętu wpłynęła woda o masie 1600 ton. Podczas całej bitwy na pokładzie „Königa” zginęło 45 osób, a 27 zostało rannych.

### Operacja Albion
W październiku 1917 roku „König” stanowił część floty 300 niemieckich okrętów, przeznaczonych do operacji morsko-lądowej, ubezpieczających operację desantową na archipelagu Wysp Moonsudzkich w Zatoce Ryskiej, wówczas należących do Imperium Rosyjskiego. 16 października „König” ostrzelał i trafił siedmioma pociskami rosyjski pancernik „Sława”.

### Samozatopienie w Scapa Flow
Po zakończeniu I wojny światowej został wraz z innymi okrętami Floty Pełnomorskiej internowany w bazie Royal Navy w Scapa Flow znajdującej się na Orkadach.
21 czerwca 1919 roku niemiecka załoga dokonała samozatopienia okrętu. Wrak pancernika spoczął na większej głębokości niż inne okręty, dlatego zrezygnowano z jego podniesienia i złomowania. Prawa do potencjalnej akcji wydobycia i złomowania okrętu zostały sprzedane Wielkiej Brytanii w 1962 roku. Wrak leży na głębokości 40 metrów i jest obecnie udostępniony do nurkowania.